# Интумакская ГЭС
Интума́кская ГЭС (каз. Ынтымақ су электр станциясы) — малая гидроэлектростанция плотинного типа на реке Нура. Также известна как мини-ГЭС на Интумакском водохранилище. Расположена в 57 километрах (по прямой) к западу от города Караганды, у села Интумак Бухар-Жырауского района на территории Абайского района Карагандинской области Казахстана. Первая гидроэлектростанция на территории Карагандинской области.

## История и описание
В 2000 годах для улучшения качества воды для новой столицы Казахстана Астаны, поступавшей через канал «Нура — Ишим», было принято решение произвести очистку реки Нура от опасных отходов химического завода «Карбид» (Темиртау), в первую очередь металлической ртути. Кроме того, загрязнённая вода могла вызвать экологическую катастрофу в Кургальджинском заповеднике. В рамках достройки и модернизации сооружений Интумакского (Ынтымакского) водохранилища было решено построить малую гидроэлектростанцию мощностью 700—750 кВт и 21,2 км линий электропередач. Средства на реализацию программы были выделены Всемирным банком.
Первоначально ввод малой гидроэлектростанции мощностью 0,57 МВт планировался в 2013 году. Технический проект ГЭС был подготовлен австрийской компанией Posch & Partners. Плотина Интумакского водохранилища также была перестроена. Пуск электростанции состоялся в 2015 году, хотя согласно докладу министра индустрии и новых технологий Казахстана Асета Исекешева ввод ГЭС состоялся в конце 2012 года, а мощность ГЭС была указана в 3,7 МВт.
В качестве напорного сооружения используется плотина Интумакского водохранилища, работающего в каскаде с Самаркандским водохранилищем и имеющим особое стратегическое значение для Казахстана. Мощность гидроэлектростанции составляет 0,6 МВт. Выработанная электроэнергия используется на нужды близлежащих населённых пунктов (село Актобе (бывший совхоз Амангельды)).